# (32857) 1992 UG6
1992 UG6 (asteroide 32857) é um asteroide da cintura principal. Possui uma excentricidade de 0.31089720 e uma inclinação de 7.73547º.
Este asteroide foi descoberto no dia 31 de outubro de 1992 por Nobuhiro Kawasato em Uenohara.